# Ottův slovník naučný
Ottův slovník naučný (s podtitulem Ilustrovaná encyklopædie obecných vědomostí), také Ottova encyklopedie, je česká encyklopedie z let 1888–1909. Dlouhých sto let byl největší českou encyklopedií s zhruba 140 000 hesly a až někdy v letech 2010–2011 ho v počtu hesel překonala česká verze internetové encyklopedie Wikipedie.
Ještě dnes je Ottův slovník naučný dobrým zdrojem informací, zejména o historických faktech.
Slovník je velmi podrobný; hesla o několika desítkách stran nejsou výjimkou, hesla jako Jihoslované, Francie, Morava, Rakousko nebo Rusko mají i více než sto stran, Čechy dokonce přes pět set. Některá hesla byla v upravené podobě vydána i v samostatném knižním vydání, např. heslo o Františku Palackém, které zpracoval historik Josef Pekař.

## Vydání 1888–1909

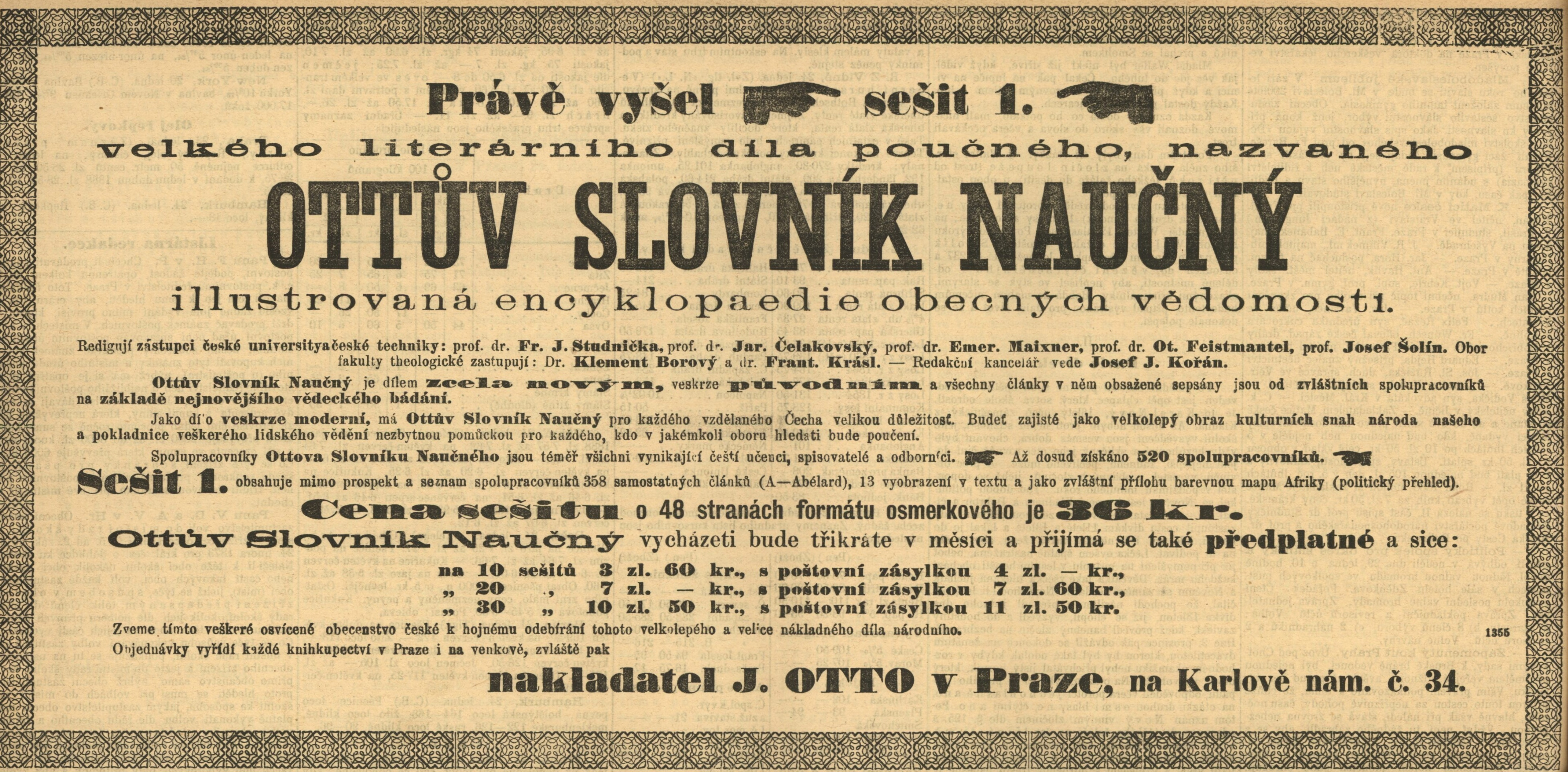
Inzerce na první sešit Ottova slovníku naučného v Národních listech 25. ledna 1888

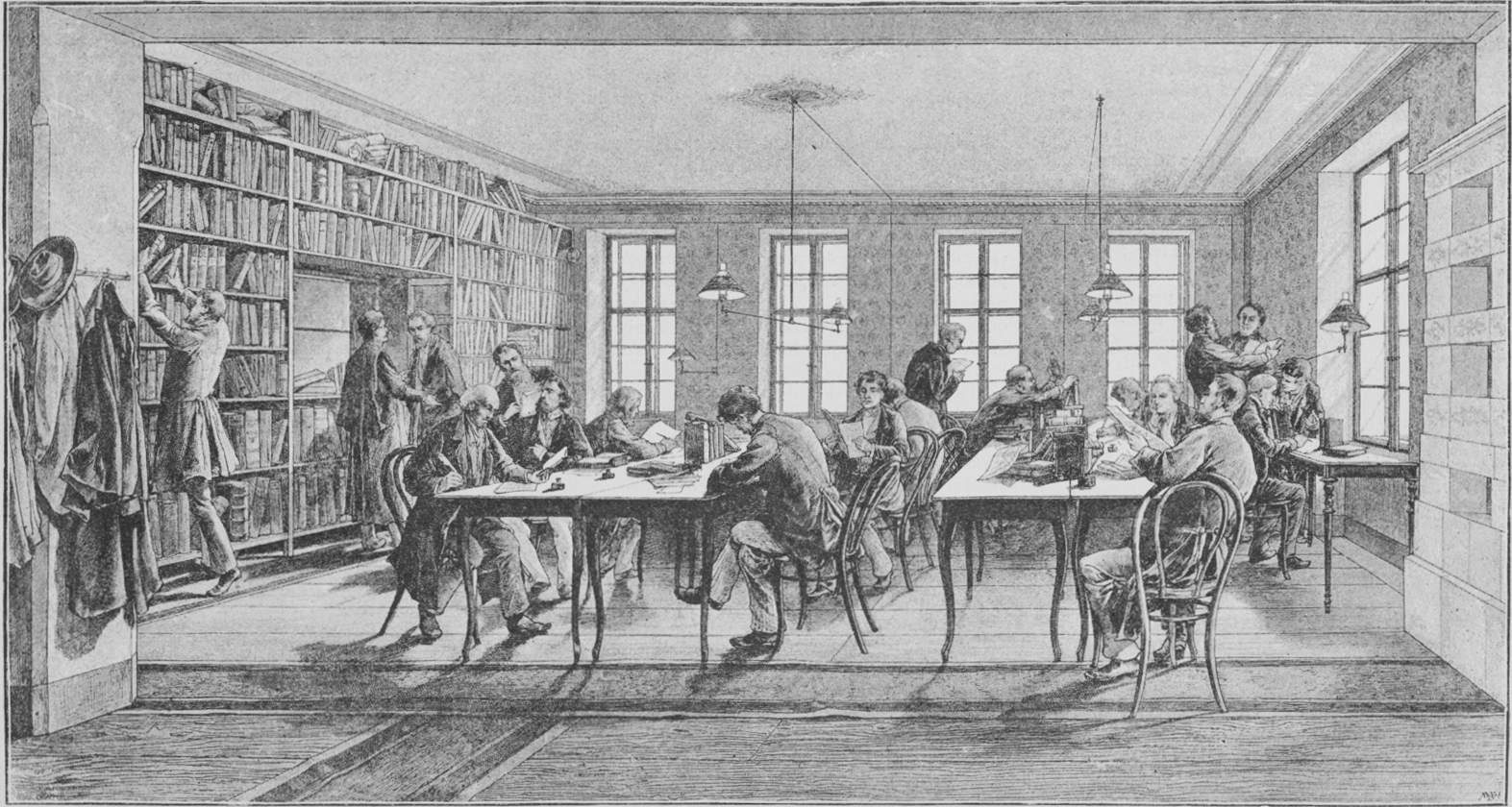
Bohumír Roubalík: Redakční místnost Ottova slovníku naučného (1891)

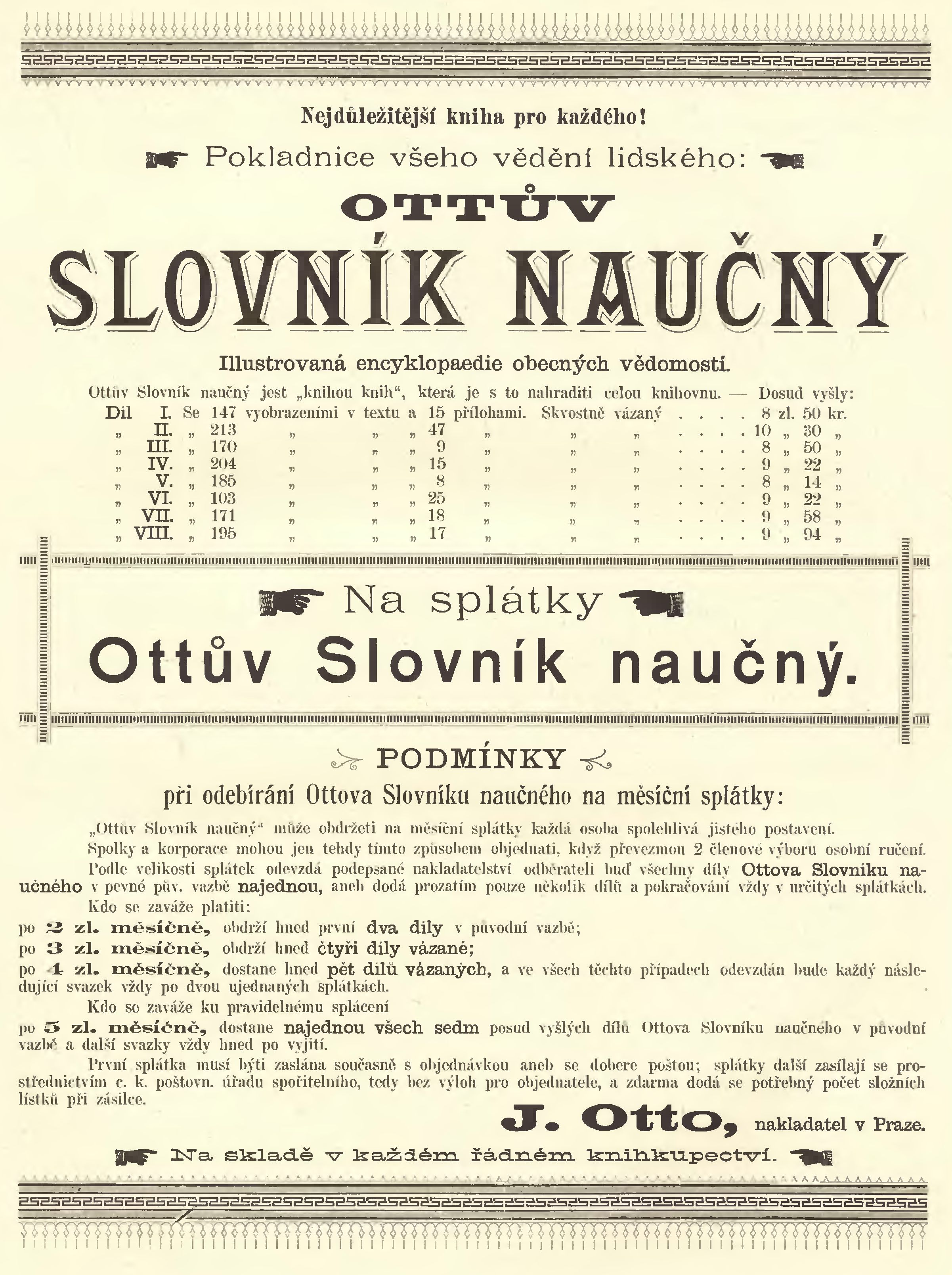
Inzerce Ottova slovníku naučného v Kalendáři Zlaté Prahy na rok 1895

Na počátku osmdesátých let 19. století začal český knihkupec a nakladatel Jan Otto plánovat novou, obecně zaměřenou českou encyklopedii. Jeho plány byly pravděpodobně inspirovány první českou encyklopedií F. L. Riegera, dnes známou jako Riegrův slovník naučný (14 dílů publikovaných v letech 1860–1874).
Otto stanovil roku 1884 hlavním editorem Jakuba Malého, ten byl dříve editorem Riegerova slovníku, a během 1874–1885 byl hlavním redaktorem devítisvazkového Stručného všeobecného slovníku věcného. Malý navrhoval nové dílo pojmenovat Národní encyklopedie česká a odhadnul, že by mohlo mít šest svazků. Název se změnil na Ottův slovník naučný až krátce před publikací prvního dílu. Po smrti Malého roku 1885 se stal hlavním editorem Tomáš Masaryk, pozdější prezident Československa. Ten po vytvoření nového slovníku, který by nahradil zastaralý Riegerův slovník, už volal krátce předtím v článku „Jak zvelebovati naši literaturu náukovou?“. Při svém nástupu odhadoval, že první díl slovníku vyjde roku 1886. To se nestalo, a tak roku 1887 rezignoval. Důvodem pro jeho odchod byla pravděpodobně Ottova nespokojenost s rychlostí a kvalitou práce na slovníku. Obzvláště v prvorepublikových zdrojích (např. předmluva Masarykova slovníku naučného) se uvádí, že důvod odchodu byla Masarykova obava, aby kontroverze, které vyvolal v bojích o rukopisy, nepoškodily dobré jméno slovníku. To se ale zdá být jen druhotným důvodem. Po něm jako hlavní redaktor nastoupil Josef Kořán, který vedl redakční radu do roku 1892. Poté ji do roku 1898 vedl Rudolf Dvořák a po něm do konce projektu (1908) Primus Sobotka.
Masaryk slíbil Ottovi vyvážené zastoupení staročechů a mladočechů. Tohoto cíle se mu ale nepodařilo dosáhnout a v redakci převažovali lidé se světonázorem podobným TGM. Například z 41 osob navržených do redakce jich 24 někdy publikovalo v Masarykově časopisu Athenaeum. A ze zbylých 17 jich 10 bylo z oborů, kterým se časopis nevěnoval. V redakci Kořána naopak převládli staročeši a zastánci pravosti rukopisů. Není známo, že by Masaryk byl autorem nějakého článku ve slovníku.
První, padesátistranný sešit (hesla A–Abélard) vyšel 22. ledna 1888,[chybí lepší zdroj] celkem jich vyšlo 631. Knižně vyšlo v letech 1888–1909 27 řádných svazků a jeden svazek doplňkový. Dle různých odhadů svazky obsahují 140 000 až 186 000 hesel na 27 789 stranách s 4 888 ilustracemi a 479 zvláštními přílohami. Redakce slovníku se skládala z 56 lidí a tvorby se účastnilo dalších 1 086 odborníků.
Vydávání slovníku trvalo dvacet let. Jak rychle hesla zastarávala ilustruje fakt, že v doplňkovém dílu zabírají hesla A–M 85 % z celkových 1149 stran.
V letech 1905–1906 byla vydána zkrácená dvousvazková verze pod názvem Malý Ottův slovník naučný o 2464 stranách. V roce 1908 pak jednosvazkový Ottův kapesní slovník naučný o 1608 stranách, který byl znovuvydaný v roce 1926.
Hned po vydání doplňků kolem roku 1910 začaly práce na nové, revidované encyklopedii o odhadovaných 15 svazcích pod vedením profesora dějin práva Karla Kadlece. Práce avšak skončily neúspěšně kvůli vypuknutí první světové války a smrti Jana Otty v roce 1916.

## Ohlasy
Na jednu stranu je považován za nejlepší českou encyklopedii, která dosáhla světové úrovně. Na druhou byl už při vydání kritizován pro nereflektování současných myšlenkových směrů a přemíru starožitnických detailů, kvůli čemuž jsou články málo přístupné běžným lidem.
Z chvály např. Derek Sayer ve své knize říká:
| „ | Ottův slovník naučný zůstává skvělou příručkou, nepřekonanou ničím, co [v Česku] od té doby vyšlo. | “ |

Nebo v Malé československé encyklopedii:
| „ | [Ottův slovník naučný], který byl svým rozsahem i kvalitou zpracování souměřitelný s nejvýzn. svět. encyklopediemi... | “ |

Na druhou stranu např. František Xaver Šalda, mnoholetý spolupracovník Ottova slovníku a autor stovek hesel krátce po dokončení díla napsal:
| „ | V Ottově slovníce uzavřeno jest kus našeho vědeckého a literárního rozvoje, ale i bezděky, žel, kus jejich bídy. | “ |

| „ | Vrchní redakce vykonávala většinou vliv negativní, t. j. sestřihávala někdy hodně malicherně články, které šly nad její rozum a chápací schopnosti, a kam dovedla jít v beztaktonsti, toho dokladem buď jen případ, kdy můj článek o dějinách francouzské literatury troufal si censurovat – zástupce právnické fakulty, tedy čirý neodborník. | “ |

| „ | sub voce „Bůh“ tvrdil theologický autor něco, co sub voce „Kant“ vyvracel filosof. | “ |

## Dodatky z let 1930–1943: Ottův slovník naučný nové doby
Ottovo nakladatelství, roku 1927 najalo Bohumila Němce, aby byl hlavní redaktor dodatků k Ottovu slovníku, které ho měly aktualizovat o nové poznatky a historický vývoj od původního vydání slovníku. Němec zpočátku odhadoval, že vyjdou dva svazky po 1400 stranách. Roku 1930 mluvil o šesti svazcích. Nakonec mezi roky 1930 a 1943 vyšlo 12 svazků, poslední dva svazky nevyšly. Dílo vycházelo pod názvem Ottův slovník naučný nové doby – dodatky k Velikému Ottovu slovníku naučnému. Většina hesel byla nových a jen malá část hesel původní encyklopedie byla revidována. Roku 1934 se Ottovo nakladatelství dostalo do finančních potíží a v práci pak pokračovalo nakladatelství Novina.
Druhý svazek šestého dílu byl nacistickým režimem cenzurovaný, chybí tak například jména František Udržal, Eduard Urx či Johannes Urzidil. Na poslední straně redakce oznamuje, že kvůli obtížím z probíhající války odkládá vydání zbylých částí až poté, co válka skončí.
Bylo plánováno 8 dílů, každý o dvou svazcích. Poslední dva svazky ale nikdy nevyšly, přestože byly připraveny k tisku. Po nástupu komunismu se od jejich vydání upustilo a rozhodlo raději připravovat novou encyklopedii v duchu marxismu-leninismu. Důvodem měla být jejich cenzura, když byly připravovány během nacistické okupace. Toto odůvodnění je ale zpochybňováno. Podle českého historika Jana Havránka nacisté sice k cenzuře encyklopedie přistoupili, ale v mnohem menší míře, než se těsně po válce předpokládalo[zdroj?]. Posledním vydaným heslem se tak stal Užok.
Hlavní redaktor Ottova slovníku nové doby Bohumil Němec se roku stal 1955 se stal předsedou komise ČSAV pro přípravu encyklopedie, z které se vyvinula Encyklopedická komise. V ní byl do 1. ledna 1959 hlavním redaktorem první poválečné české encyklopedie: Příručního slovníku naučného, vydaného mezi léty 1962 až 1967. Roku 1959 ho v ní vystřídal z politických důvodů Vladimír Procházka.
Ottův slovník naučný nové doby dosáhl asi třetiny objemu původní encyklopedie. Obsahuje téměř 60 000 hesel ve 12 svazcích na 8 585 stranách.

## Vydání Ottova slovníku naučného po roce 1989
Encyklopedie včetně dodatků byla znovu vydána v letech 1996–2003 nakladatelstvími Argo a Paseka. Vydána byla i digitalizovaná verze na CD-ROMu. Tištěná i digitální verze byly reprinty původního vydání, a zachovávají tedy jeho vzhled a uspořádání. Obsah byl také zpřístupněn na webu jako součást už nefunkční Seznam Encyklopedie.
Slovní spojení „Ottův slovník naučný“ bylo v roce 1997 zapsáno jako ochranná známka u Úřadu průmyslového vlastnictví v Praze pod číslem 204292, s platností (právem přednosti) od 22. května 1995. Je registrováno pro oblast audio- a audiovideozáznamů a nosičů, slovníků, encyklopedií, naučné literatury, učebnic, skript, vzdělávacích pořadů a přednášek.

## Seznam svazků:
- Díl 1: A–Alpy. 1888. 970 s., il.
- Díl 2: Alqueire–Ažušak. 1889. 1141 s., il.
- Díl 3: B–Bianchi. 1890. 946 s., il.
- Díl 4: Bianchi-Giovini–bžunda. 1891. 1026 s., il.
- Díl 5: C–Čechůvky. 1892. 894 s., il., il.
- Díl 6: Čechy–Danseur. 1893. 956 s., il.
- Díl 7: Dánsko–Dřevec. 1893. 957 s., il.
- Díl 8: Dřevěné stavby–falšování. 1894. 1039 s., il.
- Díl 9: Falšování potravin a pochutin–genrista. 1895. 1037 s., il.
- Díl 10: Gens–Hedwigia. 1896. 1025 s., il.
- Díl 11: Hédypathie–hýždě. 1897. 1066 s., il.
- Díl 12: Ch–Sv. Jan. 1897. 1072 s., il.
- Díl 13: Jana–Kartas. 1898. 1113 s., il.
- Díl 14: Kartel–kraj. 1899. 1066 s., il.
- Díl 15: Krajčij–Ligustrum. 1900. 1066 s., il.
- Díl 16: Líh–Media. 1900. 1058 s., il.
- Díl 17: Median–Navarrete. 1901. 1078 s., il.
- Díl 18: Navary–Oživnutí. 1902. 1026 s., il.
- Díl 19: P–Pohoř. 1902. 1051 s., il.
- Díl 20: Pohora–Q.v. 1903. 1087 s., il.
- Díl 21: R (Ř)–Rozkoš. 1904. 1072 s., il.
- Díl 22: Rozkošný–Schloppe. 1904. 1002 s., [30] s. il., il.
- Díl 23: Schlossar–Starowolski. 1905. 1064 s., [28] s. il., il.
- Díl 24: Staroženské–Šyl. 1906. 901 s., [14] s. il., il.
- Díl 25: T–Tzschirner. 1906. 995 s., [24] s. il., il.
- Díl 26: U–Vusín. 1907. 1077 s., [13] s. il., il.
- Díl 27: Vůz–Żyżkowski. 1908. 902, xvi s., [13] s. il., il.
- Díl 28: Doplňky. 1909. 1149 s., il.

##### Seznam svazků dodatků:
- Díl I. sv. 1: A–bo. 1930. 701 s., [72] s. obr. příl.
- Díl I. sv. 2: Br–dej. 1931. s. 705–1458, [72] s. obr. příl. D
- Díl II. sv. 1: Dek–gan. 1932. 790 s., [83] s. obr. příl.
- Díl II. sv. 2: Gao–isk. 1933. s. 795–1518, [41] s. obr. příl.
- Díl III. sv. 1: Isl–konkurence. 1934. 708 s., [40] s. obr. příl.
- Díl III. sv. 2: Konkurs–majo. 1935. s. 715–1391, [46] s. obr. příl.
- Díl IV. sv. 1: Majonéza–Odžakov. 1936. 708 s., [12] s. obr. příl.
- Díl IV. sv. 2: Oedem–práh. 1937. s. 709–1402, [50] s. obr. příl.
- Díl V. sv. 1: Praha–romantismus. 1938. 718 s., [42] s. obr. příl.
- Díl V. sv. 2: Rón–sl. 1939. s. 723–1441, [32] s. obr. příl.
- Díl VI. sv. 1: Sm–še. 1940. 717 s., [27] s. obr. příl.
- Díl VI. sv. 2: Ši–už. 1943. s. 721–1375, [8] s. obr. příl.